# Dee Gibson
Robert Dee Gibson jr. (Cleveland, 25 agosto 1923 – Bowling Green, 8 aprile 2003) è stato un cestista statunitense, professionista nella NBL, nella NBA e nella NPBL.

## Carriera
Venne selezionato dai Minneapolis Lakers nel Draft BAA 1948.